# МСК+5
| KALT | МСК−1 (калининградское время)  | MSK–1 (UTC+2)  | 12:21 |
| MSK  | МСК (московское время)         | MSK+0 (UTC+3)  | 13:21 |
| SAMT | МСК+1 (самарское время)        | MSK+1 (UTC+4)  | 14:21 |
| YEKT | МСК+2 (екатеринбургское время) | MSK+2 (UTC+5)  | 15:21 |
| OMST | МСК+3 (омское время)           | MSK+3 (UTC+6)  | 16:21 |
| KRAT | МСК+4 (красноярское время)     | MSK+4 (UTC+7)  | 17:21 |
| IRKT | МСК+5 (иркутское время)        | MSK+5 (UTC+8)  | 18:21 |
| YAKT | МСК+6 (якутское время)         | MSK+6 (UTC+9)  | 19:21 |
| VLAT | МСК+7 (владивостокское время)  | MSK+7 (UTC+10) | 20:21 |
| MAGT | МСК+8 (магаданское время)      | MSK+8 (UTC+11) | 21:21 |
| PETT | МСК+9 (камчатское время)       | MSK+9 (UTC+12) | 22:21 |

МСК+5, московское время плюс 5 часов — время 7-й часовой зоны России, соответствует UTC+8. С 2000-х годов используется также неофициальное название «иркутское время».
Это время применяют Республика Бурятия и Иркутская область.

## История
На территории России время, опережающее на 5 часов московское время (МСК+5), стало применяться с 1919—1924 годов, когда в стране вводилась международная система часовых поясов.
К 1970-м годам время МСК+5 перестало применяться в восточных районах Красноярского края, которые перешли на время МСК+4.

### Время МСК+5 относительно UTC
Начиная с указанной даты:
- 02.05.1924 — UTC+7;
- 21.06.1930 — UTC+8;
- 01.04.1981 — UTC+9 (летнее), UTC+8 («зимнее»);
- 31.03.1991 — UTC+8 (летнее), UTC+7 («зимнее»);
- 19.01.1992 — UTC+8;
- 29.03.1992 — UTC+9 (летнее), UTC+8 («зимнее»);
- 27.03.2011 — UTC+9 (летнее);
- 31.08.2011 — UTC+9;
- 26.10.2014 по настоящее время — UTC+8.

### Время МСК+5 в регионах
По состоянию на данный год или начиная с указанной точной даты — для краткости указан административный центр региона (по административно-территориальному делению на 2015 год):
- 1947 — Иркутск (Иркутская область, исключая восточные районы), Улан-Удэ, а также восточные районы Красноярского края и западные районы Забайкальской области[4].
- 1962 — Иркутск, Улан-Удэ, а также восточные районы Красноярского края[5].
- 1973 — Иркутск, Улан-Удэ[3].
- 01.10.1981 — Иркутск, Улан-Удэ, а также Эвенкийский автономный округ и Хатангский район Таймырского (Долгано-Ненецкого) автономного округа Красноярского края[* 3].
- 01.04.1982 — Иркутск, Улан-Удэ.
- 26.10.2014 — Иркутск, Улан-Удэ, Чита.
- 27.03.2016 по настоящее время — Иркутск, Улан-Удэ.

## Часовая зона МСК+5
- Бурятия
- Иркутская область